# 대구광역시유아교육진흥원
대구광역시유아교육진흥원(大邱廣域市幼兒敎育振興院, Daegu Early Childhood Education and Development Institute)은 대구광역시의 유아교육에 관한 연구·정보 제공, 유아교육 프로그램 및 교재 개발, 유치원 교원 연수를 위하여 대구광역시교육청 산하에 설치된 직속기관이다.
원장은 장학관이나 교육연구관으로 보한다.

## 연혁
- 2012년 9월 5일: 설치

## 조직
원장
- 운영부
- 총무부